# South Beach (Singapour)
Pour les articles homonymes, voir South Beach (homonymie).
South Beach est un quartier résidentiel et commercial de Singapour. 

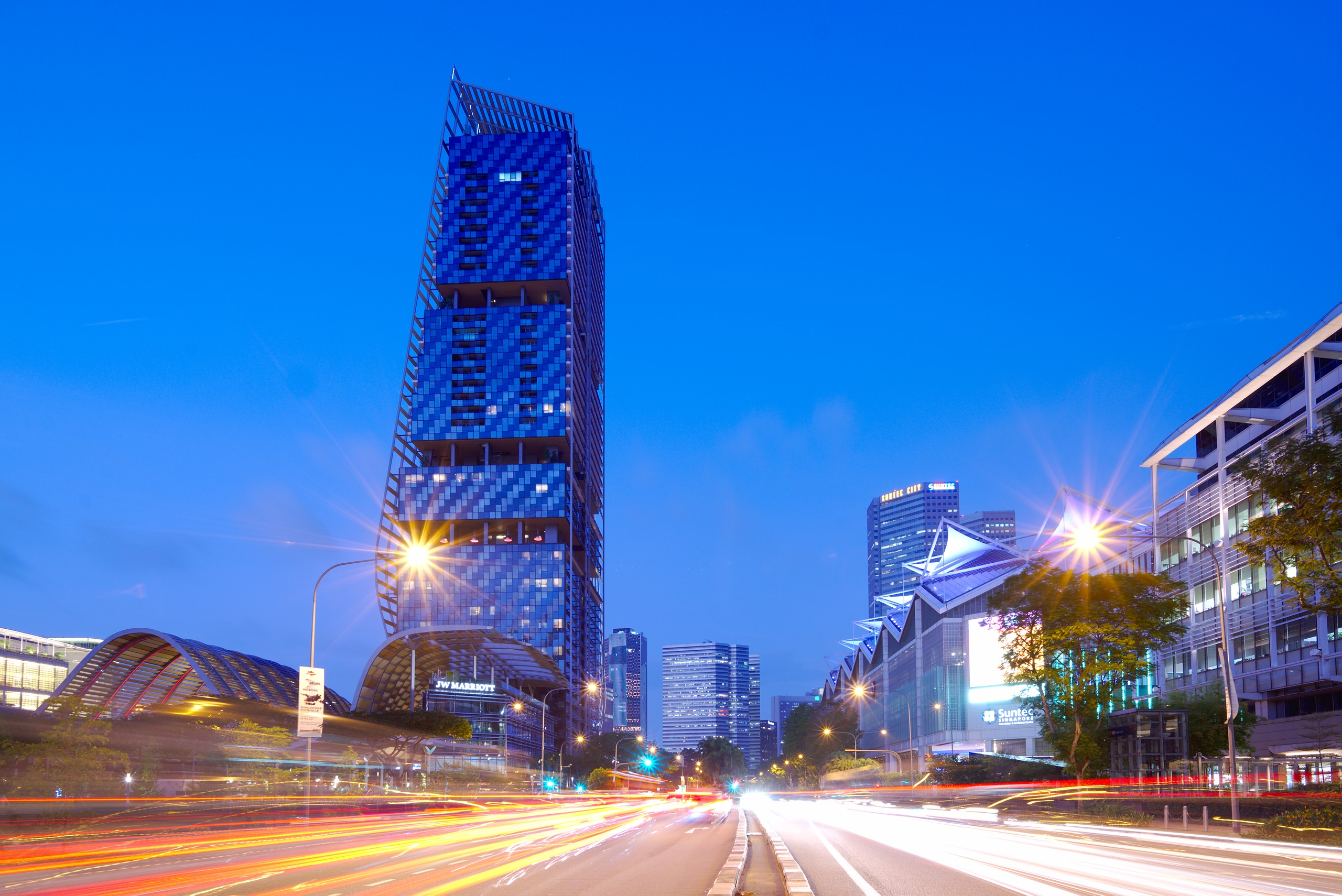
Un des bâtiments de South Beach en 2017.

Il comprend notamment deux gratte-ciel de 217 mètres à usage mixte construits en 2015, les South Beach towers. 